# Радіус
Ра́діус (лат. radius — «промінь») —

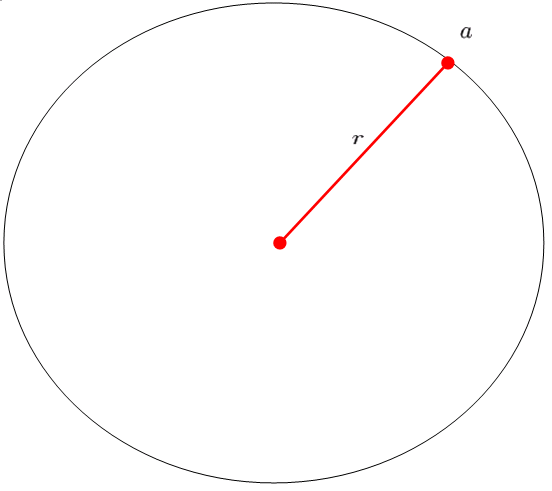
Радіус кола

1) відрізок, що з'єднує центр кола (сфери) з довільною точкою цього кола (сфери). Позначається здебільшого латинськими літерами r або R.
Радіус дорівнює половині діаметра: {\displaystyle r=d/2}
2) довжина цього відрізка.
3) Величина охоплення, сфера дії, поширення чого-небудь стосовно якогось центру.

## Приклади похідних від терміна у різноманітних галузях
Радіус повороту — радіус траси транспортної смуги, по якій проходять транспортні засоби; інші значення — відстань від осі повороту чи машини, устаткування (наприклад, кузова екскаватора) до габаритної (найбільш виступаючої) деталі.
Радіус розвантаження екскаватора — горизонтальна відстань між віссю повороту екскаватора і центром ковша при його розвантаженні.
Радіус руйнування — найбільша відстань від центру заряду ВР, на якому спостерігається руйнування гірської породи, що оточує заряд.
Радіус сейсмічності — відстань від заряду ВР, що забезпечує безпеку будинків і споруджень при коливаннях, викликаних вибухом.
Радіус черпання екскаватора — горизонтальна відстань між віссю екскаватора і крайкою ковша з зубами.

## Узагальнення
Радіусом множини {\displaystyle M}, що лежить в метричному просторі з метрикою {\displaystyle \rho }, називається половина діаметра, а саме {\displaystyle \left(\sup _{x,y\in M}\rho (x,y)\right)/2}.
Радіус n-розмірного гіперкуба зі стороною s дорівнює
{\displaystyle r={\frac {s}{2}}{\sqrt {n}}.}